# Райгольдсвіль
Райгольдсвіль (нім. Reigoldswil) — громада  в Швейцарії в кантоні Базель-Ланд, округ Вальденбург.

## Географія
Громада розташована на відстані близько 55 км на північ від Берна, 11 км на південь від Лісталя.
Райгольдсвіль має площу 9,3 км², з яких на 8,2% дозволяється будівництво (житлове та будівництво доріг), 46,4% використовуються в сільськогосподарських цілях, 45,3% зайнято лісами, 0,1% не є продуктивними (річки, льодовики або гори).

## Демографія
2019 року в громаді мешкало 1588 осіб (+1,3% порівняно з 2010 роком), іноземців було 11,8%. Густота населення становила 172 осіб/км².
За віковим діапазоном населення розподілялося таким чином: 20,7% — особи молодші 20 років, 58,3% — особи у віці 20—64 років, 21% — особи у віці 65 років та старші. Було 673 помешкань (у середньому 2,3 особи в помешканні).
Із загальної кількості 501 працюючого 68 було зайнятих в первинному секторі, 87 — в обробній промисловості, 346 — в галузі послуг.